# Almanac Singers
Almanac singers är ett amerikanskt band från 1940-talet. Bandet spelade folkmusik med politiska texter. Sångerna berörde det dåvarande politiska läget som andra världskriget och fascismen i Europa. Medlemmarna varierade något mellan åren men huvudmännen kan sägas vara Lee Hays, Millard Campbell, Pete Seeger och Woody Guthrie.
Bandet hade starka vänstersympatier, flera av medlemmarna var med i USA:s kommunistiska parti. Ofta togs traditionella sånger och gjordes om till politiska propagandasånger. Så är fallet med exempelvis Almanacs version av Billy Boy från skivan Songs for John Doe (1941):
Can you use a bayonet, Billy Boy, Billy Boy?
Can you use a bayonet, charming Billy?
No I haven't got the skill to murder or to kill
He's a young boy and can not leave his mother.
Det var ur resterna av Almanac Singers Pete Seeger skapade sitt band The Weavers i början av 1950-talet.

## Diskografi
- Songs For John Doe (1941)
- Talking Union (1941)
- Song for Bridges/ Babe O'Mine
- Deep Sea Chantey And Whailing Ballads (1941)
- Sod-Buster Ballads (1941)
- Der Mr President (1942)
- Boomtown Bill/ Keep That Oil A- rolling (1942)
- Anti Fascist Songs Of The Almanac Singers (1942)